# Allegoria della Castità
L'Allegoria della Castità o Allegoria del sonno vigilante dell'Anima  è un dipinto a olio su tavola (42,9x33,7 cm) di Lorenzo Lotto, databile al 1505 circa e conservato nella National Gallery of Art di Washington.

## Storia
L'opera è nota dal XIX secolo, quando si trovava nella collezione Castelbarco di Milano, prima di venire venduta nel 1887 a sir William Martin Conway, che la trasferì nel suo Allington Castle, nel Kent. Acquistata poi da Alessandro Contini-Bonacossi, venne venduta il 4 ottobre 1934 a Samuel H. Kress, che la portò negli Stati Uniti è nel 1939 la donò al nascente museo.
La datazione al 1505 è legata alle assonanze, stilistiche e tematiche con la coperta (cioè la custodia) del Ritratto del vescovo Bernardo de' Rossi, raffigurante l'Allegoria della Virtù e del Vizio. Si pensa quindi che anche questa allegoria fosse la coperta di un ritratto non meglio precisato, forse il Busto femminile, nel Musée des Beaux-Arts di Digione. In quel periodo Lotto era il giovane protetto del vescovo trevigiano, che attorno a sé aveva raccolto una piccola cerchia di letterati e artisti.
Analisi radiografiche hanno dimostrato un disegno parziale diverso da quanto poi realizzato, con una composizione che è stata interpretata come un Ercole al bivio, un altro soggetto legato al tema del contrasto tra virtus e voluptas.

## Descrizione e stile
Un ampio paesaggio boscoso fa da sfondo alla scena, con i bagliori del tramonto che richiamano  sia la percezione atmosferica di Giorgione che gli acquerelli di Dürer.
Al centro, investita da una luce misteriosa, si trova una giovane donna vestita di bianco e oro, appoggiata mollemente a un albero di alloro, che richiama alla figura mitologica di Dafne e alla sua contingenza. Essa è intonata al sentimento della quies, uno stato sospeso di visione purificatrice che è lontano dall'abbandono incosciente al sonno. Su di lei un putto in cielo riversa una cascata di fiori bianchi, forse riecheggiando la poesia del Petrarca Chiare, fresche et dolci acque.
I due satiri, una femmina che compare dietro un albero e un maschio sdraiato in primo piano vicino a uno stagno, rappresentano rispettivamente le insidie dell'amore sessuale e dell'ebbrezza, che però vengono ignorate dalla fanciulla. L'originalità di questi elementi e la libertà compositiva dimostrano l'inventiva e l'ironia tipiche di Lotto.
Il dipinto testimonia che al Lotto era conosciuto il tema vegliare dormendo', motto che lo avvicina all'alchimia, d'altronde l'uso e la preparazioni dei colori che aveva appreso a soli dodici anni nella bottega veneta del Vivarini, sono accostate all'artigianato alchemico